# Franziska Heinz
Franziska Heinz (ur. 21 listopada 1972 roku w Magdeburgu), była niemiecka piłkarka ręczna, reprezentantka kraju, prawa rozgrywająca.
Karierę sportową zakończyła w 2002 r.
Obecnie trenerka SC Greven 09.

## Sukcesy
- 1993: mistrzostwo Świata
- 1994: wicemistrzostwo Europy
- 1997: brązowy medal mistrzostw Świata

### Nagrody indywidualne
- 1997: MVP i najlepsza prawa rozgrywająca mistrzostw Świata